# Nikogaršnji otrok
Nikogaršnji otrok (srbsko Ничије дете; Ničije dete) je srbski dramski film iz leta 2014, ki ga je režiral Vuk Ršumović. Bil je eden izmed šestih filmov, med katerimi so v Srbiji izbirali za vložitev za oskarja za najboljši mednarodni celovečerni film na 88. podelitvi oskarjev, vendar je bil namesto njega izbran film Enklava.

## Igralska zasedba
- Denis Murić - Haris Pućurica Pućke
- Pavle Cemerikić - Zika
- Isidora Janković - Alisa
- Miloš Timotijević - Vaspitač Ilke